# Josep Pedret i Oller
Josep Pedret i Oller   (Barcelona, segle XVII - Reus, 1 de desembre de 1763) va ser un doctor en lleis i polític català.

## Biografia
Fill de Montserrat Pedret, conegut comerciant barceloní, i de Francesca Oller, cap al 1720 es va instal·lar a la ciutat de Reus, on va exercir d'advocat i va heretar les possessions del seu cosí Joan Pedret, un ciutadà honrat que hi residia des de finals del segle xvii, n'havia estat conseller a l'Ajuntament el 1701 i era propietari de cases i terres. Casat el 1738 amb Francesca Borràs i Benet, va augmentar considerablement el patrimoni gràcies al dot de la seva dona i va passar a ser un membre destacat de l'oligarquia dominant reusenca.
Va ser regidor degà de Reus el 1740 i el 1749 i alcalde entre 1745 i 1747. Durant el seu mandat, va cedir uns terrenys municipals al capdamunt de l'actual carrer Ample, per a la construcció del Seminari. Andreu de Bofarull, historiador reusenc, explica també que la situació de la vila era complicada degut a la manca de recursos municipals provocada per la pobresa dels vilatans, fruit de les males collites i dels problemes de la petita indústria local, cosa que va provocar l'emigració de molts habitants. Un estat de comptes que l'alcalde va ordenar que es fes, deia que el retard en el cobrament dels impostos municipals era immens. Bofarull diu que, quan el 1747 va arribar l'ordre per a realitzar lleves forçoses, els onze individus que havien sortit per sorteig van desaparèixer, deixant a l'Ajuntament en un compromís. Josep Pedret va fer agafar presoners uns quants joves de mala conducta i els va fer conduir a Tarragona per a ingressar a l'exèrcit.
El seu fill i hereu Joan Bru Pedret i Borràs va ser familiar del Sant Ofici a Reus, on es va casar el 1805 amb Manuela Roig i Llort. La seva germana Teresa es va casar amb el comerciant Joan Baptista Montagut i Soler, natural de Marçà i afincat a Reus, i li aportà un dot de 8.500 lliures. El seu fill Joan Montagut i Pedret hi exercí el càrrec de cònsol dels Estats Units.